# 维克拉姆·萨拉巴伊
维克拉姆·安巴拉尔·萨拉巴伊（英語：Vikram Ambalal Sarabhai，1919年8月12日—1971年12月30日），印度物理学家和天文学家，印度空间研究组织创始人，被认为是印度太空计划之父。

## 生平
萨拉巴伊于1919年8月12日出生在英属印度艾哈迈达巴德，1940年获得剑桥大学自然科学Tripos，同年回到印度，师从钱德拉塞卡拉·拉曼研究宇宙射线。1945年回到剑桥大学，1947年获得博士学位，博士论文题为《热带纬度的宇宙射线研究》（Cosmic Ray Investigations in Tropical Latitudes）。同年回到家乡艾哈迈达巴德，建立印度物理研究实验室。
1962年，萨拉巴伊筹建印度国家空间研究委员会（INCOSPAR），隶属于印度原子能部。之后在印度原子能委员会主席霍米·贾汗季·巴巴的支持下，建立印度首个火箭发射站：顿巴赤道火箭发射站，1963年11月21日，在该发射站发射了印度首支火箭。1966年，霍米·贾汗季·巴巴死于印度航空101號班機空難，萨拉巴伊接任原子能委员会主席。萨拉巴伊领导印度空间研究，启动了卫星教学电视实验（与NASA合作）和印度国产卫星两个项目。1969年，印度国家空间研究委员会进一步发展为印度空间研究组织（ISRO），萨拉巴伊为首任主席。
1971年12月30日，萨拉巴伊在喀拉拉邦特里凡得琅逝世。

## 荣誉
- 1966年莲花装勋章[6]
- 1972年莲花赐勋章（逝世后追授）[6]

## 纪念
- 萨拉巴伊陨石坑，1973年命名[7]
- 维克拉姆萨拉巴伊太空中心（英语：Vikram Sarabhai Space Centre）
- 月船2号着陆器